# Lobelle (Carballedo)
Lobelle (llamada oficialmente San Cristovo de Lobelle) es una parroquia española del municipio de Carballedo, en la provincia de Lugo, Galicia.

## Organización territorial
La parroquia está formada por cinco entidades de población:
- Lobelle de Abaixo
- Lobelle de Arriba
- O Piñeiro
- Quintela
- Vilar de Mulleres

## Demografía
| Gráfica de evolución demográfica de Lobelle entre 2000 y 2020 |
|                                                               |
| Datos según el nomenclátor publicado por el INE.              |